# Де Мораес (лунный кратер)
Кратер Де Мораес (порт. De Moraes) — большой древний ударный кратер в северном полушарии обратной стороны Луны. Название присвоено в честь бразильского астронома и математика Абраана де Мораеса (1916—1970) и утверждено Международным астрономическим союзом (1979). Образование кратера относится к нектарскому периоду.

## Описание кратера
Ближайшими соседями кратера являются кратер Вольтерра на северо-западе; кратер Ван-Райн на северо-востоке; кратер Кемпбелл на востоке-юго-востоке; кратер Пози на юге-юго-востоке и кратер Бриджмен на юго-западе. Селенографические координаты центра кратера 49°23′ с. ш. 143°00′ в. д. / 49,38° с. ш. 143° в. д., диаметр 54,4 км, глубина 2,4 км.
За длительное время своего существования кратер существенно разрушен. Вал кратера сглажен, северо-восточная и северо-западная части вала перекрыты приметными небольшими кратерами. высота вала над окружающей местностью достигает 1150 м, объем кратера составляет приблизительно 2300 км³. Дно чаши кратера ровное, без приметных структур, испещрено множеством мелких кратеров. 

## Сателлитные кратеры
| Де Мораес | Координаты                                              | Диаметр, км |
| --------- | ------------------------------------------------------- | ----------- |
| S         | 48°45′ с. ш. 140°29′ в. д. / 48,75° с. ш. 140,48° в. д. | 43,2        |
| T         | 49°08′ с. ш. 139°13′ в. д. / 49,13° с. ш. 139,22° в. д. | 46,8        |

- Образование сателлитного кратера Де Мораес S относится к нектарскому периоду[1].